# Estadio R. Premadasa
El Estadio R. Premadasa (en tamil: ஆர். பிரேமதாச ஸ்டேடியம்) es un estadio de críquet en la vía Khettarama, Maligawatta, Colombo, en el país asiático de Sri Lanka. El estadio era, antes de junio de 1994, conocido como el Estadio de críquet Khettarama y es hoy uno de los principales lugares donde juega el equipo de críquet de Sri Lanka, después de haber recibido a más de 100 partidos internacionales. Es el estadio más grande de Sri Lanka con una capacidad de 35 000 espectadores. También fue el estadio donde se obtuvo la puntuación de partido de prueba más alta.